# Gevresin
Gevresin ist eine französische Gemeinde mit 153 Einwohnern (Stand: 1. Januar 2022) im Département Doubs in der Region Bourgogne-Franche-Comté.

## Geographie
Gevresin liegt auf 663 m über dem Meeresspiegel, etwa 25 Kilometer westnordwestlich der Stadt Pontarlier (Luftlinie). Das Dorf erstreckt sich im Jura, in einer Mulde zwischen dem tiefen Erosionstal des Lison im Westen und dem Hochplateau von Levier im Osten.
Die Fläche des 6,91 km² großen Gemeindegebiets umfasst einen Abschnitt des französischen Juras. Der zentrale Teil des Gebietes wird von der Senke von Gevresin eingenommen. Sie wird von einem Bach durchquert, der jedoch im Bereich des Dorfes in einem Schluckloch versickert. Diese Mulde ist im Süden und Norden von mehreren parallel verlaufenden Geländekämmen gesäumt. Nach Süden und Osten reicht der Gemeindeboden in die ausgedehnte Waldung der Forêt de Levier. Die nördliche Abgrenzung bildet der Kamm der Côte Brochet. Hier wird mit 783 m die höchste Erhebung von Gevresin erreicht.
Nachbargemeinden von Gevresin sind Montmahoux im Norden, Labergement-du-Navois und Levier im Osten, Villeneuve-d’Amont im Süden sowie Crouzet-Migette im Westen.

## Geschichte
Im Mittelalter gehörte Gevresin zur Herrschaft Montmahoux, die unter der Oberhoheit der Herren von Chalon stand. Zusammen mit der Franche-Comté gelangte das Dorf mit dem Frieden von Nimwegen 1678 an Frankreich. Seit 2002 ist Gevresin Mitglied des 11 Ortschaften umfassenden Gemeindeverbandes Communauté de communes Altitude 800.

## Sehenswürdigkeiten

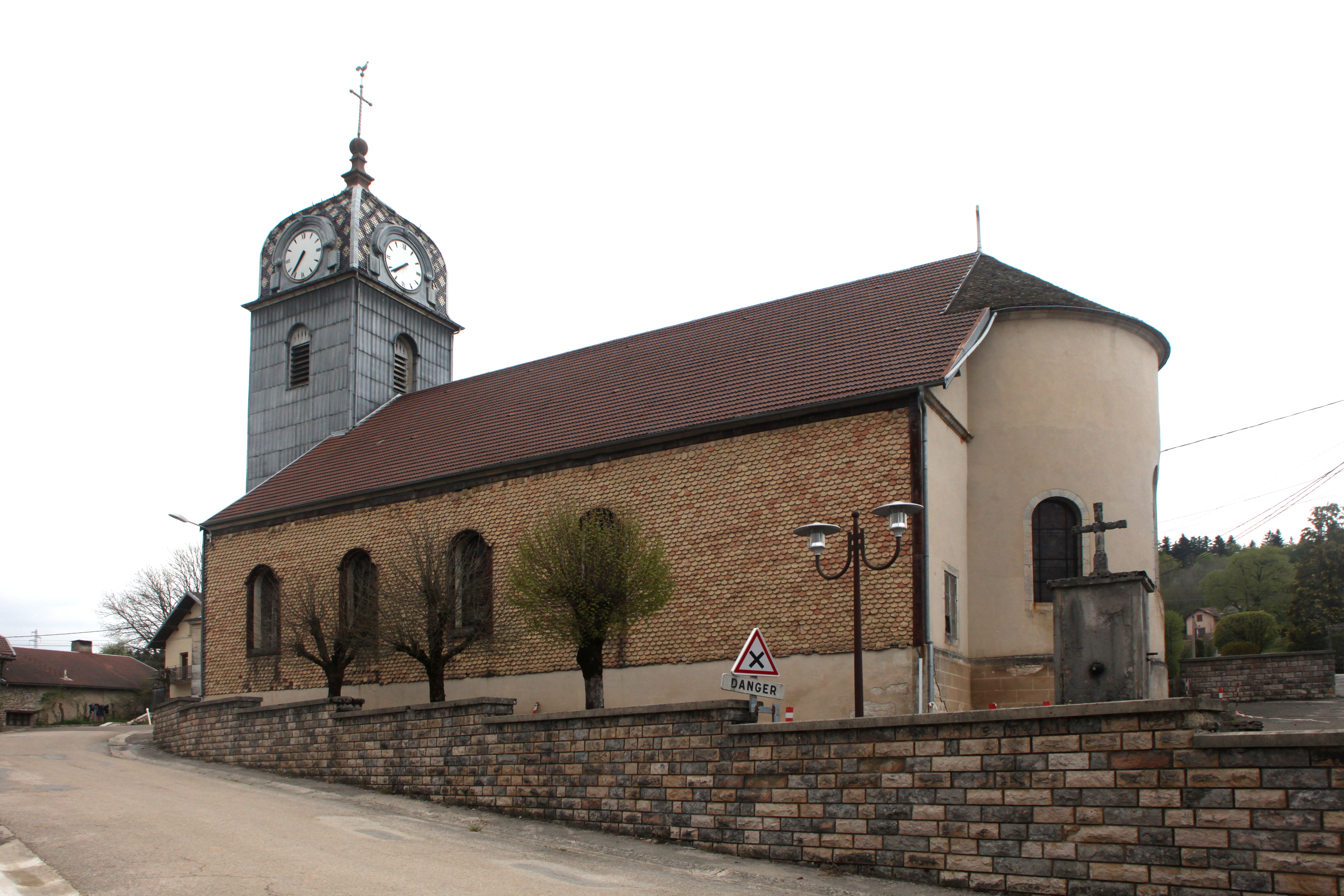
Kirche Sainte-Madeleine

Die Dorfkirche Sainte-Madeleine wurde von 1823 bis 1826 erbaut und 1970 restauriert. Im alten Ortskern sind einige Bauernhäuser im charakteristischen Stil des Haut-Doubs aus dem 18. und 19. Jahrhundert erhalten.

## Bevölkerung
| Jahr                       | 1962 | 1968 | 1975 | 1982 | 1990 | 1999 | 2006 | 2016 |
| Einwohner                  | 106  | 110  | 101  | 97   | 106  | 107  | 114  | 118  |
| Quellen: Cassini und INSEE |      |      |      |      |      |      |      |      |

Mit 153 Einwohnern (1. Januar 2022) gehört Gevresin zu den kleinsten Gemeinden des Départements Doubs. Nachdem die Einwohnerzahl in der ersten Hälfte des 20. Jahrhunderts deutlich abgenommen hatte (1881 wurden noch 197 Personen gezählt), wurden seit Beginn der 1960er Jahre nur noch relativ geringe Schwankungen verzeichnet.

## Wirtschaft und Infrastruktur
Gevresin war bis weit ins 20. Jahrhundert hinein ein vorwiegend durch die Landwirtschaft, insbesondere Milchwirtschaft und Viehzucht, sowie durch die Forstwirtschaft geprägtes Dorf. Daneben gibt es heute einige Betriebe des lokalen Kleingewerbes. Viele Erwerbstätige sind auch Wegpendler, die in den größeren Ortschaften der Umgebung ihrer Arbeit nachgehen.
Die Ortschaft liegt abseits der größeren Durchgangsstraßen an einer Departementsstraße, die von Villeneuve-d’Amont nach Labergement-du-Navois führt. Eine weitere Straßenverbindung besteht mit Crouzet-Migette.